# Lluïsa de Hessen-Kassel

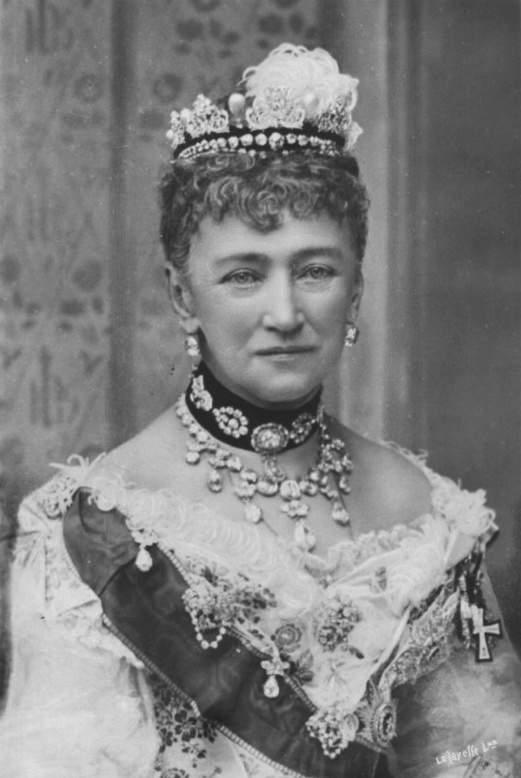
La princesa Lluïsa de Hessen-Kassel, reina de Dinamarca.

Lluïsa de Hessen-Kassel, reina de Dinamarca (Kassel 1817 - Bernstorff 1898). Princesa de Hessen-Kassel amb el tractament d'altesa que contragué matrimoni en el si de la casa ducal de Glücksburg que posteriorment regnà a Dinamarca.
Nascuda a la ciutat de Kassel, capital del landgravinat de Hessen-Kassel el dia 7 de setembre de l'any 1817 sent filla del príncep Guillem de Hessen-Kassel i de la princesa Carlota de Dinamarca. Per via paterna era neta del príncep Frederic de Hessen-Kassel i de la princesa Carolina de Nassau-Usingen mentre que per via materna era neta del príncep hereu Frederic de Dinamarca i de la duquessa Sofia de Mecklenburg-Schwerin.
El 26 de maig de l'any 1848 contragué matrimoni al Palau d'Amalienborg amb el duc i posterior rei Cristià IX de Dinamarca, fill del duc Frederic Guillem d'Schleswig-Holstein-Sondenburg-Glücksburg i de la princesa Lluïsa Carolina de Hessen-Kassel. La parella tingué sis fills:
- SM el rei Frederic VIII de Dinamarca, nat el 1843 a Copenhaguen i mort el 1912 a Hamburg. Es casà el 1869 a Estocolm amb la princesa Lluïsa de Suècia.
- SAR la princesa Alexandra de Dinamarca, nada el 1844 a Copenhaguen i morta el 1925 a Sandringham. Es casà amb el rei Eduard VII del Regne Unit el 1863 al Castell de Windsor.
- SM el rei Jordi I de Grècia, nat a Copenhaguen el 1845 a Copenhaguen i mort el 1913 a Salònica. Es casà amb la gran duquessa Olga de Rússia el 1867 a Sant Petersburg.
- SAR la princesa Dagmar de Dinamarca, nada a Copenhaguen el 1847 i morta a Hvidore el 1928. Es casà amb el tsar Alexandre III de Rússia el 1866 a Sant Petersburg.
- SAR la princesa Thyra de Dinamarca, nada a Copenhaguen el 1853 i morta a Gmunden el 1933. Es casà el 1878 a Copenhaguen amb el príncep Ernest August de Hannover.
- SAR el príncep Valdemar de Dinamarca, nat el 1858 a Bernstorff i mort el 1939 a Copenhaguen. Es casà el 1885 al Castell d'Eu amb la princesa Maria d'Orleans.

A través de la seva mare, la princesa Lluïsa posseïa certs drets dinàstics al tron de Dinamarca amb la qual cosa el seu casament amb el duc de Glücksburg fou vist amb molt bons ulls de cara a l'elecció de Cristià, el seu espòs, com a nou rei de Dinamarca.
Lluïsa no fou extremadament ben vista per la seva consogra, la reina Victòria I del Regne Unit que la considerà únicament interessada a casar bé els seus fills. Malgrat aquest desafortunat comentari, la princesa Lluïsa aconseguir crear un gran ambient familiar, exercint de mare protectora i afectuosa; prova d'això és que Copenhaguen es convertí en parada de totes les vacances dels membres de la seva família. Fou coneguda com l'àvia d'Europa.